# Phanoxyla confusa
Phanoxyla confusa är en fjärilsart som beskrevs av Rothschild och Jordan 1903. Phanoxyla confusa ingår i släktet Phanoxyla och familjen svärmare. Inga underarter finns listade i Catalogue of Life.